# Lycée Carnot
Lycée Carnot là một trường trung học và kỹ thuật công lập nằm trên Đại lộ Malesherbes ở quận 17, Paris, Pháp. Lycée Carnot được thành lập vào năm 1869, ban đầu được gọi là École Monge và đổi tên vào năm 1895.
Lycée từng là địa điểm quay nhiều bộ phim và thường tổ chức các buổi trình diễn thời trang trong Tuần lễ thời trang Paris. Trung tâm của tòa nhà là một căn phòng lớn rộng 80 x 30 mét với mái kính gắn trên một cấu trúc kim loại do Gustave Eiffel thiết kế.

## Sinh viên tốt nghiệp nổi tiếng
- Jacques Chirac
- François Jacob
- Henri Laborit
- Jean-Pierre Petit